# Ясачні селяни
Яса́чні селя́ни — категорія селян в Московському царстві в XVI—XVII століттях, які платили податок ясак.
Ясачні селяни виникли в результаті приєднання до Московського царства Казанського ханства, Зауралля та Сибіру. Засобом примусу до сплати ясака була шерть (присяга). Окрім ясака, селяни повинні були нести на користь держави різноманітні натуральні повинності: дорожню, городову, ямську та інші.
Ясачні селяни Середнього Поволжя були представлені переважно удмуртами, марійцями, чувашами, мордвою, татарами, до них відносились і частина російських селян, які поселились на ясачних землях. До останньої чверті XVI століття ясак став фіксованим грошовим та натуральним податком за використання землі, виплачувався грошима та хлібом і поєднувався з оброчними платежами з найцінніших промислових земель. Кількість таких селян періодично перевірялась переписами. В Удмуртії кількість чорносошних та ясачних селян були приблизно рівними. Наприклад, за Ландратським переписом 1716—1717 років враховано 6697 душ чоловічої статі чорносошних та 7657 душ чоловіої статі ясачних удмуртів, за 1-ю ревізією — 12662 душ чорносошних та 13000 душ ясачних селян чоловічої статі.
Ясачні селяни були ліквідовані плакатом Петра I від 26 червня 1724 року, який перевів всіх колишніх чорносошних, ясачних, дрібних служивих людей та однодворців в єдиний розряд державних селян.